# Tay Waller
Antabia Waller, detto Tay (Manchester, 11 luglio 1988), è un cestista statunitense, professionista in Europa.

## Palmarès
- Campionato kosovaro: 1

Pristina: 2013-14
- Coppa del Kosovo: 1

Pristina: 2014
- Supercoppa del Kosovo: 1

Pristina: 2014
- Campionato bosniaco: 2

Igokea: 2021-2022, 2022-2023
- Coppa di Bosnia ed Erzegovina: 3

Igokea: 2021, 2022, 2023